# Agence télégraphique RTA
L'Agence télégraphique RTA (Russkoe Telegrafnoe Agentstvo) est une agence de presse russe fondée en mars 1866.

## Histoire
L'Agence télégraphique RTA a été fondée en 1866, sous la forme d'une entreprise privée, par le marchand-banquier banquier K.V. Troubnikov, qui avait des intérêts personnels dans plusieurs journaux russes, en particulier Birjevye Vedomosti ("La Gazette des marchés", en russe), publiée depuis 1861, avec une tolérance relative de l'administration du Tsar à Saint-Pétersbourg. 
Avant cette date, les journaux russes qui désiraient publier des nouvelles de l'étranger devaient s'adresser au ministre des affaires étrangères et se contenter des bulletins qu'il publiait et des nouvelles du Bureau Télégraphique Wolff, basé en Prusse, et qui a des clients en Russie depuis 1857. C'est la seule agence étrangère tolérée en Russie et son rôle est important, car Saint-Pétersbourg a été reliée aux capitales européennes par le télégraphe dès 1854, pendant la Guerre de Crimée, sept ans avant que le chemin de fer n'en fasse de même. D'où l'importance du lien télégraphique : pendant ces sept années, une partie du trajet vers Saint-Pétersbourg se faisait en voiture à cheval.
En août 1857, grâce à l'intermédiation d'un marchand britannique opérant en Russie, c'est au tour de l'agence de presse Reuters de tenter de s'implanter en Russie, comme il veut le faire en Italie, où le monopole d'Havas dans les départements français du Piémont, depuis les années 1840, est mal vu par Camillo Cavour. Le 23 août 1857 Reuters rencontre en Russie Pavel Stepanovitch Oussov (1828 – 1888), qui était alors adjoint à la rédaction en chef d'un autre journal, L'abeille du nord ("Severnaïa Ptchela" en russe), fondé par l'écrivain conservateur Thaddeus Boulgarine en 1825, dont il deviendra le directeur en 1860. En octobre 1859, Reuters lui écrit, pour l'informer de l'accord de partage des nouvelles commerciales et financières avec Wolff et Havas. Reuters tente de se partager le marché russe avec le Bureau Télégraphique Wolff, lui concédant les nouvelles politiques pour se concentrer sur les seules informations commerciales, mais celui-conserve la prédominance, le Journal de Saint-Pétersbourg organe semi-officiel, s'opposant en particulier à Reuters.
Reuters obtient cependant un contrat avec Posrednik, le journal fondé par Usov en 1857. Il revient en Russie en 1862. Posrednik va ensuite faire faillite, en 1864, à la suite de difficultés financières.. 
En 1865, plusieurs journaux russes se plaignent de cette situation. Lorsque Troubnikov créé son agence de presse en mars 1866, il avait déjà dénoncé à plusieurs reprises le monopole du Bureau Wolff. Le négociant et éditeur de presse doit cependant accepter une supervision de l'État russe, par le biais d'un censeur installé au sein même de l'Agence RTA. Il promet rapidement de tisser un réseau de collecte des nouvelles. 
Mais il est surtout abonné à Reuters et les diffuse dans les journaux russes à la place de ceux du Bureau Télégraphique Wolff. Cette situation nouvelle correspond à l'expansion rapide de Reuters, qui a créé des bureaux à Hambourg, Hanovre, Cassel et Brème, et même deux filiales allemandes, une à Munich, le Bureau de correspondance du Sud et une autre à Berlin, le Bureau de correspondance du Nord sous la direction d'Ofrats Alberts. Cette expansion est lucrative, le bureau de Hanovre rapporte à lui seul 2000 sterling par mois, mais provoque un fort ressentiment au sein du Bureau Télégraphique Wolff, qui se transforme alors en Agence Continentale allemande.
Le Journal de Saint-Pétersbourg, Russkii Invalid (journal militaire publié dans la capitale russe de 1813 à 1917) et surtout Golos, fondé en 1863 par le journaliste Andreï Kraïevsky, commencent à publier les nouvelles de RTA à partir du mois de juin 1866, mais continuent à recevoir ceux du Bureau télégraphique Wolff. Entre-temps, la guerre austro-prussienne met en difficulté Reuters : de Vienne, l'agence anglaise annonce une « victoire complète » de l'Autriche à la Bataille de Sadowa. La victoire prussienne ne devient compréhensible qu'après le reportage de William Howard Russell, du Times. Peu après, plusieurs clients russes se disent déçus des services de Trubnikov et créent une autre agence, qui est en lien direct avec l'Agence Continentale allemande, dont ils redeviennent ainsi clients. De plus, l'Agence RTA se heurte à la censure du gouvernement, qui freine ses perspectives de développement.
L'Agence RTA a ainsi périclité, d'autant plus qu'elle n'a pas tenu ses promesses de collecte des informations sur le marché intérieur, malgré le succès du télégraphe dans le pays. Le réseau public a réussi à déployer de nombreuses stations télégraphiques, dont le nombre est passé de 160 à 714 dans les années 1860, qui lui permettent de relier la capitale à Vladivostok en 1871. 
Peu après, en 1872, le journaliste Andreï Kraïevsky, qui se déclare alors lui aussi insatisfait de la situation de la diffusion des nouvelles en Russie, ou l'Agence Continentale se plie à la censure, créé l'Agence télégraphique ITA (International Telegraph Agency), avec son journal La Voix, qui ne lui survivra pas : le gouvernement russe ne lui renouvelle pas l'accès au réseau télégraphique à la fin de l'année 1882.
Une autre agence, la "Northern Telegraph Agency", mise sur pied sous forme d'un regroupement de journaux, a procuré aux journaux russes un service de nouvelles de 1882 à 1894. Plusieurs des journaux clients vont à nouveau se déclarer insatisfaits et se tourner vers l'Agence Continentale allemande, dont une RTA "nouvelle formule" deviendra une filiale à partir de 1895. Une Agence télégraphique de Saint-Pétersbourg (ATSP) est ensuite fondée en 1904 par le Tsar.